# Stop Wooda
Stop Wooda – niskotopliwy stop metali (topi się już w temperaturze 66,5 °C), srebrzystoszary, drobnoziarnisty, składający się z bizmutu, kadmu, ołowiu i cyny.
Został otrzymany przez amerykańskiego dentystę Barnabasa Wooda i miał zastosowanie w stomatologii.
Stop ten zazwyczaj jest stosowany:
- w jubilerstwie do lutowania
- w bezpiecznikach przeciwpożarowych jako element topikowy, którego stopienie przerywa obwód elektryczny i uruchamia alarm
- jako materiał do osłon przed promieniowaniem rentgenowskim (np. w radioterapii do wykonywania indywidualnych osłon dla ludzi)
- jako wypełnienie łaźni laboratoryjnych do wysokich temperatur[2]

Zazwyczaj stop Wooda zawiera następujące proporcje metali:
- bizmut 50%
- ołów 25%
- cyna 12,5%
- kadm 12,5%

Zmiana proporcji poszczególnych metali w stopie ma znaczny wpływ na jego temperaturę topnienia.
Najniższą temperaturę topnienia (66,5 °C) ma stop zawierający dokładnie:
- Bi 50,1%
- Pb 24,9%
- Sn 14,6%
- Cd 10,4%

Stop o takim składzie ma gęstość 9,7 g/cm³. Stop Wooda wykazuje inwersję rozszerzalności termicznej, to znaczy w pewnym zakresie kurczy się wraz ze wzrostem temperatury.

## W literaturze
Stanisław Lem w opowiadaniu Przyjaciel wprowadza wątek użycia stopu Wooda jako niskotopliwego lutu. Przegrzanie spoiwa powoduje awarię komputera, będącego antagonistą głównego bohatera utworu.